# 中尾萌々
中尾 萌々（なかお もも、2002年3月9日 - ）は、岡山県出身の女子サッカー選手。セルティックF女子所属。ポジションはミッドフィールダー。

## 来歴

### ユース
2020年にジェフ千葉レディースのユースチームから、トップチームに昇格した。2020年の終わりに退団、アメリカのメンフィス大学に留学。

### シニア
2025年2月1日、スコットランドのセルティックFCへの加入が発表された。背番号は25。

### 代表
2018年10月に、U-17女子ワールドカップに臨むU-17日本代表に選出された。大会では3試合に出場した。

## 個人成績

### クラブ
| 国内大会個人成績 | 国内大会個人成績         | 国内大会個人成績 | 国内大会個人成績 | 国内大会個人成績 | 国内大会個人成績 | 国内大会個人成績 | 国内大会個人成績 | 国内大会個人成績 | 国内大会個人成績 | 国内大会個人成績 | 国内大会個人成績 |
| 年度             | クラブ                   | 背番号           | リーグ           | リーグ戦         | リーグ戦         | リーグ杯         | リーグ杯         | オープン杯       | オープン杯       | 期間通算         | 期間通算         |
| 年度             | クラブ                   | 背番号           | リーグ           | 出場             | 得点             | 出場             | 得点             | 出場             | 得点             | 出場             | 得点             |
| 日本             | 日本                     | 日本             | 日本             | リーグ戦         | リーグ戦         | リーグ杯         | リーグ杯         | 皇后杯           | 皇后杯           | 期間通算         | 期間通算         |
| ---------------- | ------------------------ | ---------------- | ---------------- | ---------------- | ---------------- | ---------------- | ---------------- | ---------------- | ---------------- | ---------------- | ---------------- |
| 2017             | ジェフ千葉レディースU-18 | 8                |                  | -                | -                | -                | -                | 3                | 0                | 3                | 0                |
| 2018             | ジェフ千葉レディースU-18 | 10               |                  | -                | -                | -                | -                | 0                | 0                | 0                | 0                |
| 2020             | ジェフ千葉レディース     | 27               | なでしこ1部      | 2                | 0                | -                | -                | 1                | 0                | 3                | 0                |
| スコットランド   | スコットランド           | スコットランド   | スコットランド   | リーグ戦         | リーグ戦         | リーグ杯         | リーグ杯         | オープン杯       | オープン杯       | 期間通算         | 期間通算         |
| 2024-25          | セルティックFC           | 25               | SWPL 1           |                  |                  |                  |                  |                  |                  |                  |                  |
| 通算             | 日本                     | 日本             | 1部              | 2                | 0                | 0                | 0                | 1                | 0                | 3                | 0                |
| 通算             | 日本                     | 日本             | その他           | 0                | 0                | 0                | 0                | 3                | 0                | 3                | 0                |
| 通算             | スコットランド           | スコットランド   | 1部              |                  |                  |                  |                  |                  |                  |                  |                  |
| 総通算           | 総通算                   | 総通算           | 総通算           | 2                | 0                | 0                | 0                | 4                | 0                | 6                | 0                |

- 日本女子サッカーリーグ
  - 初出場 - 2020年9月13日 なでしこリーグ1部 第10節 アルビレックス新潟レディース戦 (フクダ電子アリーナ)[7]
- スコットランド女子プレミアリーグ1
  - 初出場 - 2025年2月7日 スコットランド女子プレミアリーグ1部 第20節 Dundee United W.F.C.戦 (Tannadice Park)

### 代表
- U-17日本代表
  - 2018 FIFA U-17女子ワールドカップ （ベスト8、3試合出場）